# Црква Мала Госпојина у Обилићу
Црква Мала Госпојина је српска православна црква Епархије рашко-призренске у Обилићу. Од 2008. године опслужује око 2.200 Срба у општини Обилић.
Напуштена је за време рата на Косову и Метохији. Прва литургијска служба одржана је 2003. године, на Малу Госпојину (8. септембра). Оштећена је у Мартовском погрому (17—18. март), али је од тада делимично реновирана.